# Baharuia gracilis
Baharuia gracilis  là một loài thực vật có hoa trong họ La bố ma. Loài này được Mabb. mô tả khoa học đầu tiên năm 1995.